# Cantó de Quarré-les-Tombes
El cantó de Quarré-les-Tombes és un cantó francès del departament del Yonne, situat al districte d'Avallon. Té 7 municipis i el cap és Quarré-les-Tombes.

## Municipis
- Beauvilliers
- Bussières
- Chastellux-sur-Cure
- Quarré-les-Tombes
- Saint-Brancher
- Saint-Germain-des-Champs
- Saint-Léger-Vauban

## Història
| Data d'elecció                           | Identitat       | Partit                               | Qualitat |
| ---------------------------------------- | --------------- | ------------------------------------ | -------- |
| 1945-1965                                | Georges Truchot | Divers gauche, després divers droite |          |
| 1965-1992                                | Jean Chamant    | RI, després UDF, després RPR         |          |
| 1992-1998                                | Georges Huguet  | Divers droite                        |          |
| 1998-2004                                | Danièle Roy     | Divers droite                        |          |
| 2004-                                    | Dominique Hudry | Divers droite                        |          |
| les dades anteriors no són pas conegudes |                 |                                      |          |
|                                          |                 |                                      |          |

## Demografia
| A partir de 1990: Població sense dobles comptes |